# Ushuaïa
Pour les articles homonymes, voir Ushuaïa (homonymie).
Ushuaïa ou  Ushuaia (prononcé en espagnol : /u.ˈswa.ʝa/) est la capitale de la province de Terre de Feu, Antarctique et Îles de l'Atlantique Sud, la plus méridionale de l'Argentine. Située dans le sud de la grande île de la Terre de Feu en bordure de la baie éponyme, à proximité du canal Beagle et au sud-ouest de la province, dans le département d'Ushuaïa, la ville est considérée comme étant la plus australe du monde. Puerto Williams au Chili est situé plus au sud mais le port n'est pas considéré comme une ville.
Ushuaïa a une superficie de 9 390 km2 et compte 82 615 habitants en 2022. Elle dispose d'un port en eaux profondes qui est l'un des plus proches de l'Antarctique et est entourée par les monts Martial et Olivia et leurs vallées.

## Toponymie
Le nom de la ville vient de la langue indigène yagan (ou yamana) : ush (au fond) et wuaia (baie ou crique).

## Géographie

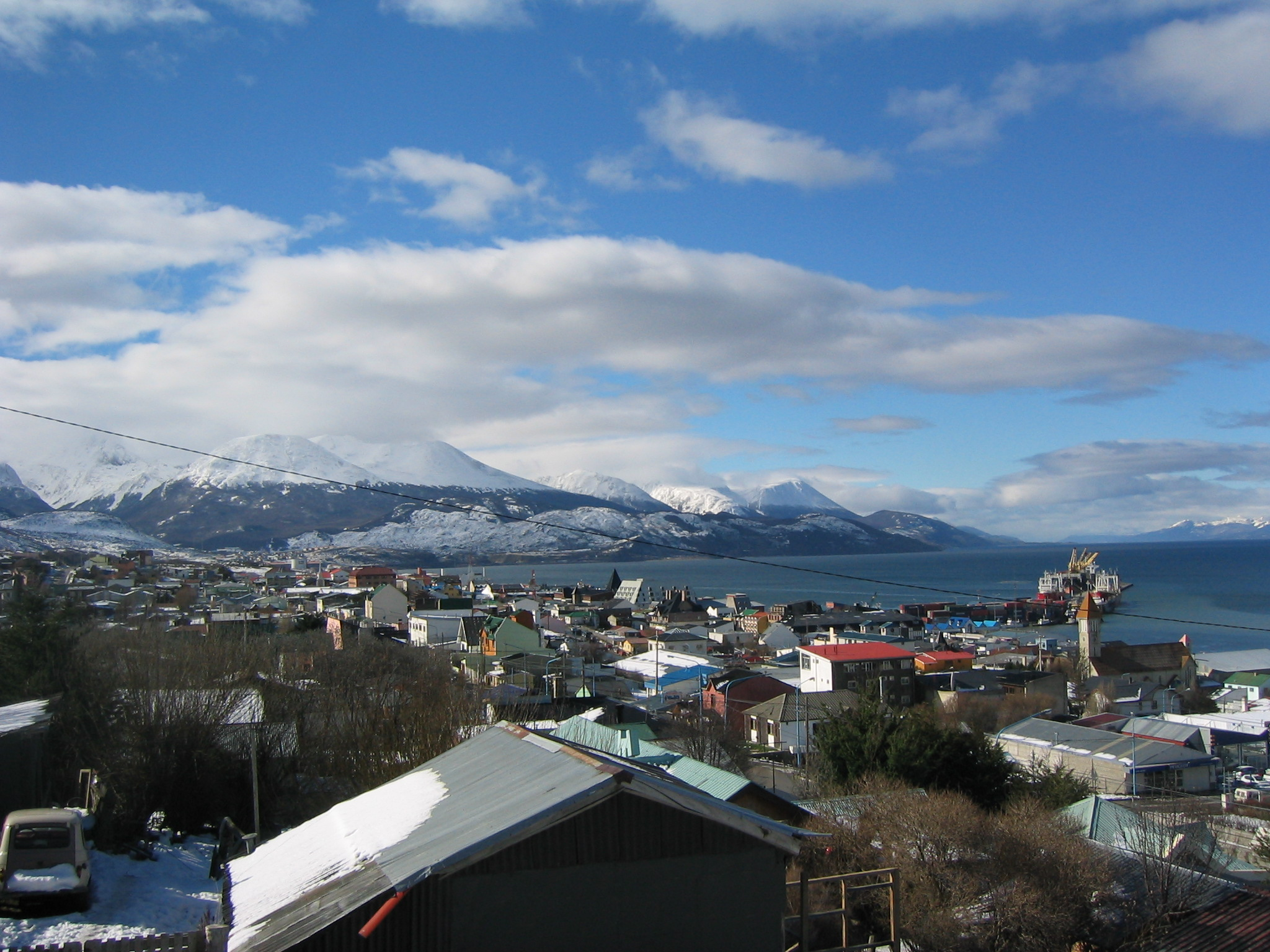
Ushuaïa.

Avant l'explosion démographique de Ushuaïa, Puerto Williams (Chili) était considérée comme la ville la plus australe du monde. En se référant à la notion de ville (seuil de 50 000 habitants) établie par les Nations unies, Puerto Williams, 2 262 habitants en 2002, est trop petite pour mériter le terme de ville. Punta Arenas (également au Chili), 130 000 habitants en 2000, plus peuplée qu'Ushuaïa, est parfois tenue pour la ville la plus australe du monde, mais elle est située au nord-ouest d'Ushuaïa.
Il est donc de convenance de considérer en référence aux différentes définitions et typologies :
- le peuplement continu le plus austral du monde, Puerto Toro, 55° 05′ S, 67° 04′ O, sur l'île Navarino, port de pêche ;
- le village le plus austral du monde, Puerto Williams, 54° 56′ S, 67° 37′ O, port et base navale ;
- le ville la plus australe du monde, Ushuaïa, 54° 48′ S, 68° 19′ O
- la ville la plus australe du « continent » sud-américain, Punta Arenas, 53° 09′ S, 70° 53′ O, en se référant au cap Froward à 90 km au sud de la ville, par opposition à Ushuaïa qui se situe sur une île.

### Climat
Ushuaïa bénéficie d'un climat subpolaire océanique comparable à celui de Reykjavik en Islande. Les saisons sont peu marquées avec des températures qui restent voisines de 0 °C quelle que soit la période de l'année. Ainsi la température moyenne du mois le plus froid est de 1,3 °C et celle du mois le plus chaud de 9,6 °C. Bien que le cumul annuel des précipitations ne soit égal qu'à 529 mm, le climat est très humide. Le temps est en effet souvent nuageux et brumeux et les chutes de neige sont fréquentes et peuvent se produire à n'importe quelle période de l'année. La ville est exposée aux vents dominants d'ouest, les westerlies, qui apportent douceur et humidité toute l'année.
Ushuaïa et sa région sont connues pour ses vents soudains et violents, les williwaws qui peuvent être un danger pour la navigation.
D'après la classification de Köppen : la température du mois le plus froid est comprise entre 0 °C et 1,8 °C (juillet avec 1,7 °C) et la température du mois le plus chaud est supérieure à 10 °C (janvier avec 10,4 °C) donc c'est un climat tempéré. Il n'y a pas de saison sèche, les précipitations restent stables toute l'année donc c'est un climat tempéré sans saison sèche. L'été est court et frais car la température moyenne du mois le plus chaud est inférieure à 22 °C (janvier avec 10,4 °C), la température moyenne est supérieure à 10 °C pour moins de 4 mois (janvier avec 10,4 °C) et la température du mois le plus froid est supérieure à −3,8 °C (juillet avec 1,7 °C).
Donc le climat d'Ushuaïa est classé comme Cfc dans la classification de Köppen, soit un climat océanique frais avec comme record de chaleur 27,5 °C le 9 février 2004 et comme record de froid −13,9 °C le 18 juin 1958. La température moyenne annuelle est de 6,2 °C.

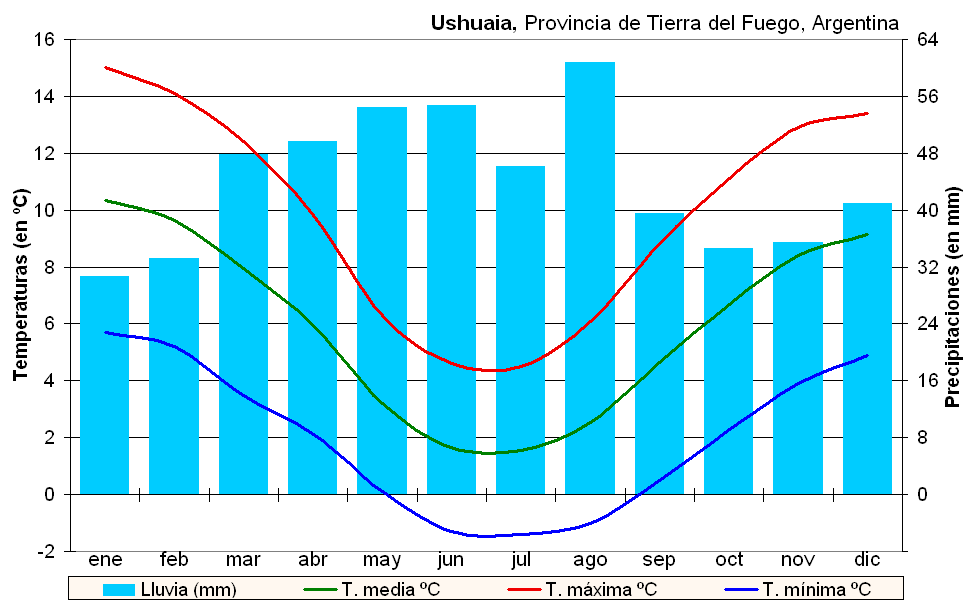
Climogramme de Ushuaïa.

| Mois                                  | jan.      | fév.      | mars      | avril     | mai       | juin       | jui.       | août       | sep.      | oct.      | nov.      | déc.      | année      |
| ------------------------------------- | --------- | --------- | --------- | --------- | --------- | ---------- | ---------- | ---------- | --------- | --------- | --------- | --------- | ---------- |
| Température minimale moyenne (°C)     | 5,9       | 5,5       | 4,4       | 2,6       | 0,7       | −1,1       | −1,4       | −0,7       | 0,7       | 2,5       | 3,9       | 5,1       | 2,3        |
| Température moyenne (°C)              | 10,4      | 9,8       | 8,7       | 6,5       | 3,9       | 1,8        | 1,7        | 2,7        | 4,5       | 6,5       | 8,4       | 9,5       | 6,2        |
| Température maximale moyenne (°C)     | 14,9      | 14,2      | 12,9      | 10,4      | 6,9       | 4,7        | 4,7        | 6,1        | 8,3       | 10,6      | 12,8      | 13,9      | 10         |
| Record de froid (°C) date du record   | −1,2 1966 | −2,4 1991 | −3,8 1992 | −5,2 1980 | −9,3 1991 | −13,9 1958 | −12,8 1992 | −11,3 1991 | −8,6 1990 | −4,9 2013 | −3 1979   | −1,8 1976 | −13,9 1958 |
| Record de chaleur (°C) date du record | 28,5 2008 | 27,5 2004 | 25,6 1997 | 21,6 2013 | 17,6 1980 | 16,2 1981  | 17 2010    | 17,1 2003  | 19,8 1996 | 23,7 2015 | 26,3 1992 | 25,3 1995 | 28,5 2008  |
| Précipitations (mm)                   | 52,4      | 42,2      | 51,8      | 42,6      | 34,5      | 66,8       | 41,5       | 39,6       | 56,3      | 57,9      | 39,3      | 61,2      | 586,1      |

| Diagramme climatique                                  |             |             |             |            |             |             |             |            |             |             |             |
| J                                                     | F           | M           | A           | M          | J           | J           | A           | S          | O           | N           | D           |
| 14,95,952,4                                           | 14,25,542,2 | 12,94,451,8 | 10,42,642,6 | 6,90,734,5 | 4,7−1,166,8 | 4,7−1,441,5 | 6,1−0,739,6 | 8,30,756,3 | 10,62,557,9 | 12,83,939,3 | 13,95,161,2 |
| Moyennes : • Temp. maxi et mini °C • Précipitation mm |             |             |             |            |             |             |             |            |             |             |             |

## Histoire

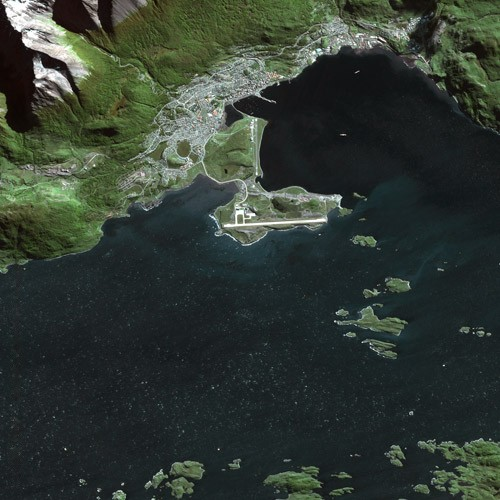
Ushuaïa vu par le satellite SPOT.

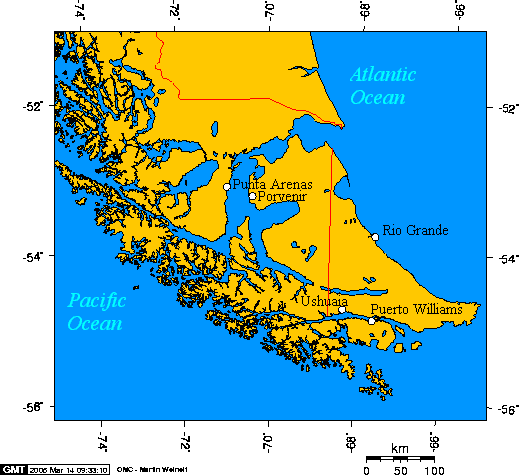
La Terre de Feu.

Les premières populations de cette terre arrivèrent à pied sur la grande île de la Terre de Feu, il y a plus de 10 000 ans. C'étaient des chasseurs et cueilleurs nomades venant du nord, habitués à survivre avec les ressources naturelles d'une région qui était toujours reliée à la Patagonie continentale. Quelque temps après, une seconde vague de peuplement arriva, les nomades de la mer, les Yamanas, qui naviguaient d'îles en îles dans l'archipel occidental de la Patagonie.
Durant les milliers d'années suivantes, l'érosion due aux eaux océaniques ou de grands mouvements telluriques conduisirent à couper en deux le continent, formant ainsi une grande île et un détroit entre deux océans. Bien des années plus tard, c'est cette même île et ce détroit que découvrit l'expédition de Magellan en 1520 : ils furent appelés l'Isla Grande et le détroit de Magellan.
Durant la traversée, les navigateurs espagnols observèrent du feu et de la fumée sur les côtes septentrionales. C'est pour cette raison qu'ils baptisèrent l'île « Terre des Fumées » et « Terre des Feux ». Ce dernier nom sera transformé par le roi Charles-Quint en « Terre de Feu » (Tierra del Fuego). Durant les deux siècles qui suivirent, il y eut un certain nombre d'expéditions européennes et les premiers contacts avec les Amérindiens.
Une mission de pasteurs anglicans dirigée par Thomas Bridges s’installa dans les environs du canal Beagle en 1869, formant un premier établissement proche de l’emplacement de la future ville.

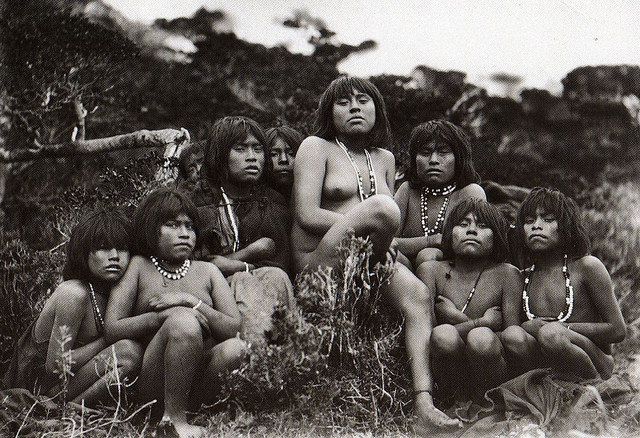
Femmes yamana.
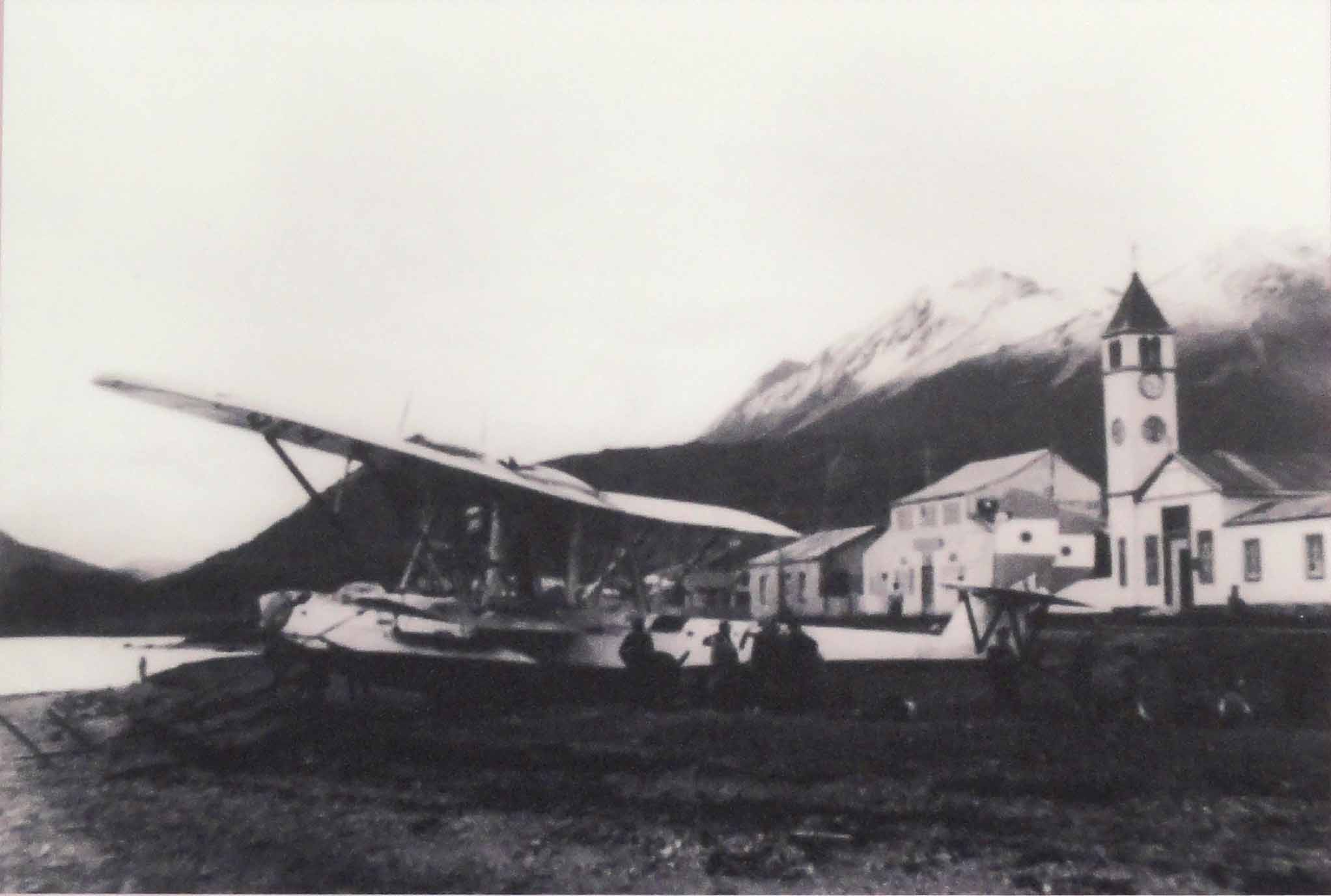
Un des premiers avions à s'être posé à Ushuaïa.

Ushuaïa fut fondée le 12 octobre 1884 au fond de la baie éponyme ouverte sur le canal Beagle. Durant la plus grande partie de la première moitié du XXe siècle, la ville se développa autour d'une prison destinée à des criminels particulièrement dangereux. Le gouvernement argentin s'inspira de l'exemple des bagnes britanniques en Australie : s'échapper d'une prison sur une île aussi isolée est pratiquement impossible. Les prisonniers devinrent ainsi des colons et leurs principales activités étaient de couper du bois sur les terrains environnant la prison et de construire la ville.
Aujourd'hui[Quand ?], Ushuaïa est la capitale de la Terre de Feu, Antarctique et Îles de l'Atlantique Sud. Fabiana Ríos, a été élue Gouverneur de cette province le 17 décembre 2007, pour un mandat de quatre ans. Presque toute l'économie d'Ushuaïa est liée au tourisme d'une façon directe et indirecte.[réf. nécessaire]

## Tourisme

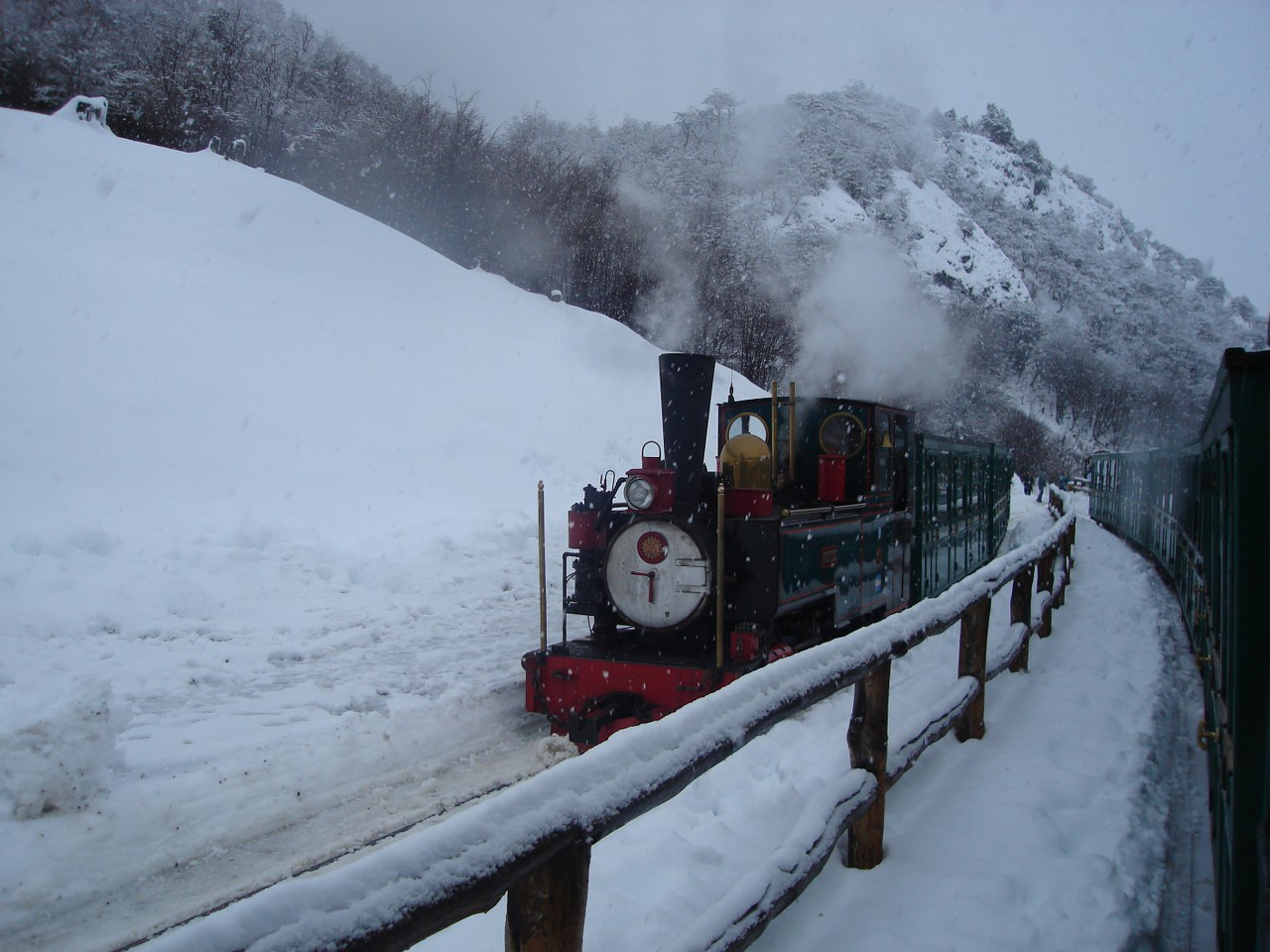
Le Train du bout du monde.

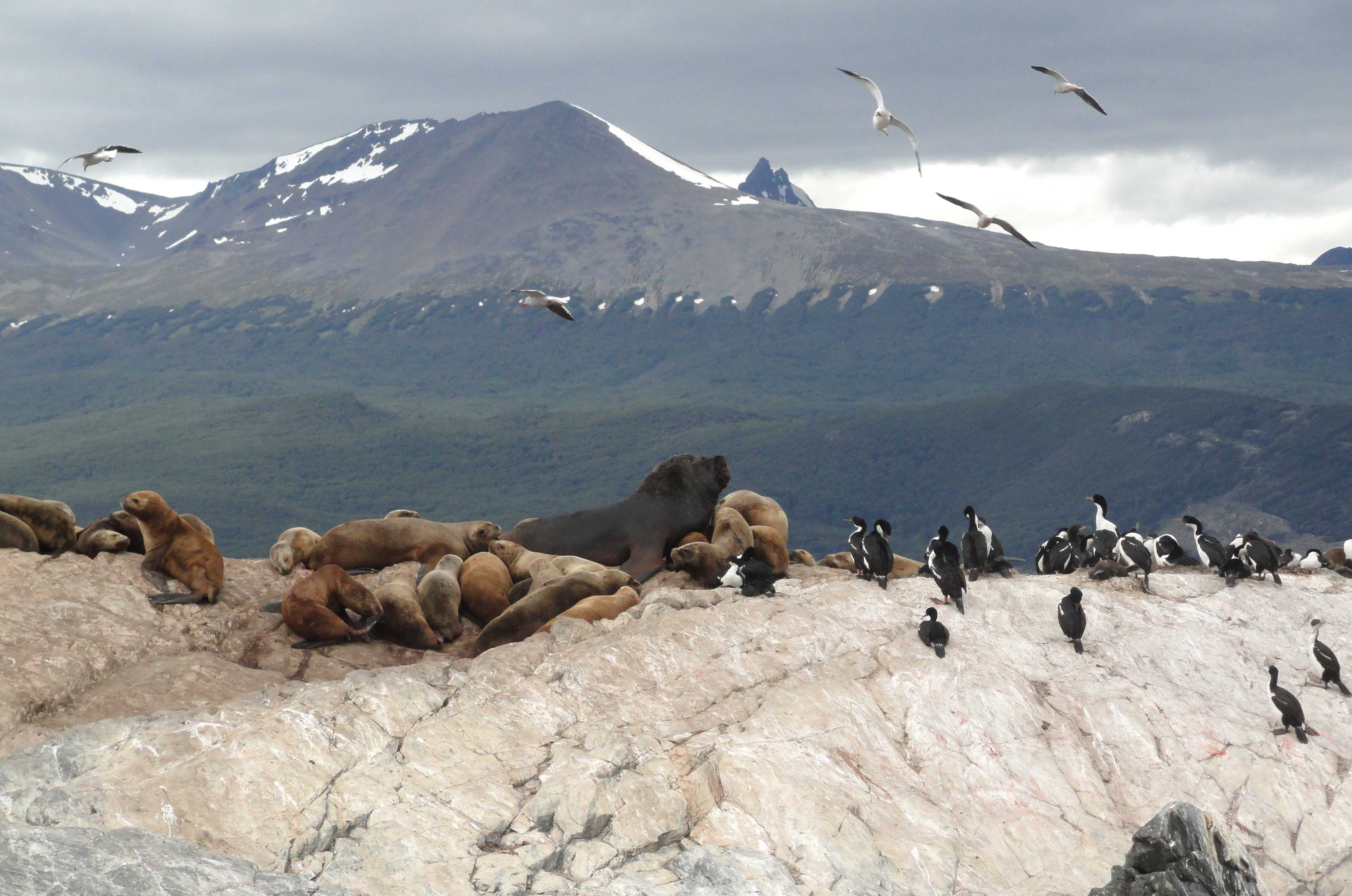
Colonie de cormorans et de lions de mer.

Ushuaïa dispose d'une variété d'infrastructures hôtelières, de l'auberge de jeunesse au palace cinq étoiles, du bed and breakfast à la cabana sans oublier le camping.
À partir d'Ushuaïa, il est possible d'aller au parc national Tierra del Fuego (pour voir la baie Lapataia à l'ouest, à la frontière avec le Chili). Des voiliers et des navires permettent d'aller dans le canal Beagle pour voir les cormorans, les manchots de Magellan et lions de mer sur les îles alentour, de découvrir en plusieurs jours les glaciers de la cordillère Darwin, dans les canaux chiliens, ou tout aussi spectaculaire, de passer (voire de débarquer) au cap Horn. Le Phare du bout du monde, rendu célèbre par le roman éponyme de Jules Verne, est situé sur l'île des États, au large et à l'est de la pointe Mitre. Son accès reste difficile.
La majorité des touristes se contentent du phare Les Éclaireurs, situé dans la baie, juste en face de la ville ou d'une promenade sur le front de mer jusqu'à l'épave du St. Christopher ou jusqu'au monument aux morts de la guerre des Malouines. Les plongeurs sous-marins expérimentés peuvent se risquer à une exploration de l'épave du Monte Cervantes qui sombra près de ce phare en 1930.
En saison d'hiver, de juin à septembre, la ville est aussi une station de ski de piste et de fond mondialement connue pour sa qualité d'enneigement. Des équipes professionnelles du monde entier s'entraînent chaque année à la station de ski Cerro Castor. De la même façon, des formations au sein de l'École nationale de ski et d'alpinisme en juillet-août se déroulent pour former de futurs moniteurs de ski alpin. La pêche, l'équitation, le trekking sont également très prisés. Il est possible de survoler les environs en petit avion de tourisme.
Ushuaïa est la porte d'accès vers les régions les plus australes du globe. L'aéroport international d'Ushuaïa est desservi par des vols réguliers depuis Buenos Aires. Il existe également une liaison par autobus (48 heures environ de trajet depuis Buenos Aires), empruntant la fameuse et unique Ruta 3, la route la plus australe au monde. Des voiliers et des navires charters effectuent la traversée vers les îles Malouines (îles Falkland) et l'Antarctique.
Le musée du Bout du Monde (espagnol : Museo del Fin del Mundo) inauguré en 1979, se consacre essentiellement à la mise en valeur du patrimoine ethnographique et historique de la province.

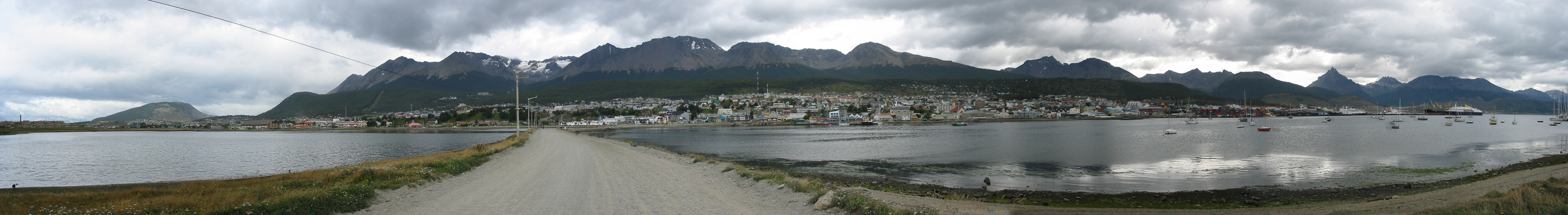
Panorama du centre-ville.

## Culture

### Cinéma
- Terre de Feu, Fille du Vent de Bernard Boyer, 2008. Film documentaire sur Mónica Alvarado, une artiste-peintre qui vit à Ushuaïa.
- Terminus Austral, film documentaire réalisé par Patrick Le Gall à partir de la pièce de Vincent Colin, Petit sud cherche grand nord, créé à Ushuaïa en février 1992 et représenté au Festival in d'Avignon en 1993.
- Le film Happy Together de Wong Kar-wai comprend notamment une scène tournée au phare Les Éclaireurs de Ushuaïa.
- La première partie du film, El Viaje, de Fernando Solanas, se déroule à Ushuaïa.

### Jumelage
- Nuuk (Groenland)
- Utqiagvik (États-Unis)
- Santos (Brésil)
- João Pessoa (Brésil)
- Punta Arenas (Chili)
- Eilat (Israël)
- San Miguel de Allende (Mexique)
- Hammerfest (Norvège)
- Latium (Italie)

## Personnalités liées
- Enriqueta Gastelumendi (1913-2004), sculptrice argentine d'origine selknam et basque.